# 戀愛模擬遊戲
戀愛模擬遊戲（日語：恋愛シミュレーションゲーム）是指和遊戲中的登場人物進行擬似戀愛體驗的模擬遊戲類型，在擬似戀愛體驗方面上雖然意思和戀愛冒險遊戲相同，不過一般將培育主角的模擬要素結合在其中的遊戲會被稱為戀愛模擬遊戲。
戀愛模擬遊戲的主要目的是，用心在與戀愛對象的交談、或者提升體力與知識等能力，吸引遊戲中的登場角色以達成兩情相悅。其中不乏有難以和戀愛冒險遊戲做出區別的作品，而兩者一般合稱為戀愛遊戲。在角色扮演遊戲當中，也有像是藉著與異性交談來提升能力等，添入戀愛要素的作品。此外另有「美少女遊戲」「十八禁遊戲」等混合類型。

## 特徵
在典型的戀愛模擬遊戲中，玩家控制一個被女性角色包圍的男性化身。遊戲玩法涉及與選擇的女孩交談，試圖通過正確選擇對話來增加她們內心的“愛情量表”。遊戲持續一段固定的遊戲時間，如一個月或三年。遊戲結束時，玩家要么因未能贏得任何女孩的芳心而輸掉遊戲，要么“通关”其中一個女孩，通常是與她發生性關係，與她結婚（如《魔法約會》），和/或獲得永恆的愛。這給了遊戲更多的重玩價值，因為玩家每次都可以專注於不同的女孩，試圖獲得不同的結局。
戀愛模擬遊戲通常幾乎完全圍繞建立關係展開，通常以復雜的角色交互和分支對話樹為特色，並且通常會按照玩家角色所說的逐字逐句呈現玩家可能的反應。《心跳回忆》之類的戀愛模擬遊戲，以及一些基於關係的類似機制的角色扮演遊戲，例如女神異聞錄系列，通常會提供具有不同數量的相關“情緒點數”的選擇，這些“情緒點數”會影響玩家角色與非玩家角色的關係以及未來的對話。這些遊戲通常具有晝夜循環和时间管理系統，該系統提供與角色互動的上下文和相關性，允許玩家選擇何時以及是否與某些角色互動，這反過來會影響他們在以後的對話中的反應。
雖然大部分戀愛模擬遊戲属于美少女遊戲，但也存在其他類型的遊戲。玩家角色為女性且潛在情感對象為男性的遊戲被稱為少女遊戲。同性戀關係也是可能的，因為有些遊戲沒有特定的性別界限（“所有配對”）。還有專注於女性/女性關係的百合遊戲，以及專注於男性/男性配對的BL遊戲。
這個主題有很多變化：高中戀情是最常見的，但戀愛模擬也可能發生在幻想環境中，並涉及諸如保護自己的女孩免受怪物侵害等挑戰。
一個遊戲系列通常包括約會，以婚姻為目標，是農業模擬系列牧場物語系列，約會的次要情節更側重於選擇幾個女孩或男孩中的一個（取決於玩家角色的性別）並為他們提供禮物或加入他們參加遊戲中的事件，星海遊俠系列角色扮演遊戲也以類似的方式具有戀愛模擬元素。
一些日本戀愛模擬遊戲可能允許玩家與十幾歲的角色發生浪漫或性關係，性內容的程度各不相同，但通常可能包括性交。色情戀愛模擬遊戲可能屬於成人遊戲類別。成人遊戲只發佈到PC，因為大型日本遊戲公司不想在其遊戲機上發布帶有色情內容的遊戲。正因為如此，成人遊戲公司為各種遊戲機製作了PC版本的審查全年齡 (15+) 版本。審查版本通常包含額外的結局和添加場景以彌補性場景的缺失。

## 關連項目
- 日本成人遊戲
- 美少女遊戲
- 戀愛冒險遊戲
- 戀愛遊戲
- 养成游戏